# Рогачёво (Костромская область)
Рогачёво — упразднённая деревня в Ореховском сельском поселении Галичского района Костромской области России. Исключена из учётных данных в 2024 году.

## География
Расположен в северо-западной части региона, возле реки Ноля и деревни Левково. В окрестностях деревни урочища Доводово, Кузьминское, Кунавтино и др.

## История
22 июня 2010 года в соответствии с Законом Костромской области № 626-4-ЗКОРогачёво из ликвидированного Унорожского сельского поселения вошло в состав Ореховского сельского поселения.

## Население
| 2008 | 2010 | 2012 | 2014 |
| ---- | ---- | ---- | ---- |
| 0    | →0   | →0   | →0   |

### Национальный и гендерный состав
Согласно результатам переписи 2002 года, в национальной структуре населения русские составляли 100 % из 4 чел.. Из них мужчин и женщин — по 2 чел.

## Инфраструктура
Личное подсобное хозяйство.

## Транспорт
Просёлочная дорога.